# Jürg Siegrist
Jürg Siegrist (* 22. Mai 1943) ist ein ehemaliger Schweizer Tennisspieler.
Siegrist war im Mai 1964 zusammen mit Dimitri Sturdza und Matthias Werren Mitglied der Schweizer Davis-Cup-Mannschaft bei ihrer Erstrundenniederlage in der Europazone gegen Irland. Er verlor seine beiden Einzel. 1968 trat er zudem sowohl im Einzel als auch in Doppelkonkurrenz beim Turnier in Gstaad teil, kam jedoch in beiden Feldern nicht über die erste Runde hinaus. 
Das Spiel gegen Irland, welches 2:3 endete, blieb der einzige Einsatz von Siegrist für die Schweiz.